# Radio Nationaal
Radio Nationaal was een Nederlandse radiozender, met een programmering gericht op Nederlandse muziek. De zender bestond van 5 mei 2000  tot 2 juli 2003. Eigenaar was Ruud Hendriks vanaf 2002.  O.a. Karel van Cooten (als directeur), Bart van Leeuwen en Chiel Montagne waren betrokken bij de zender.